# Тисаревський Юрій Тимофійович
Юрій Тимофійович Тисаревський (Тис-Лисаревський) (16 листопада 1895 — 2 вересня 1964) — підполковник Армії УНР.

## Життєпис

Перед врученням Залізних Хрестів «За Зимовий похід і бої» в таборі Вадовиці, Польща, 27 лютого 1921 р.
Зліва направо: Андріан Марущенко-Богдановський, Юрій Тисаревський, Іван Омелянович-Павленко, Атаназій Гонта, Грицько Скоблик, Олександр Коломенський, Дмитро Жупінас

Народився у с. Решетилівка,  Полтавської губернії. Закінчив Одеське військове училище, брав участь у  Першій світовій війні. Останнє звання у російській армії — штабс-капітан.
З 1918 р. — в українській армії. У 1919 р. був поранений.
У 1920 р. — учасник Першого Зимового походу, згодом — командир дивізіону 2-го кінного Уманського Запорізького полку Окремої кінної дивізії Армії УНР.
12 листопада 1920 р. був поранений у бою з червоними.
З 14 квітня 1921 р. — помічник командира 5-го кінного полку ім К. Гордієнка Окремої кінної дивізії Армії УНР.
До осені 1927 р. працював у складі полку на різних роботах у залогах Польщі. У подальшому жив на еміграції у Польщі.
У 1944—1945 рр. служив в Українській національній армії генерала Павла Шандрука.
З 1950 р. жив у США.
Помер у шпиталі м. Фенікс штату Аризона. Похований у Баунд-Бруці.